# End of the Line (Fear the Walking Dead)
«Final de la Línea» —título original en inglés: «End of the Line»— es el décimo sexto episodio final de la quinta temporada de la serie de televisión posapocalíptica, horror Fear the Walking Dead. Se estrenó el 29 de septiembre de 2019. Estuvo dirigido por Michael E. Satrazemis y en el guion estuvo a cargo de Andrew Chambliss y Ian Goldberg

## Trama
Después de alucinar la voz de Sherry, Dwight encuentra un grupo de caballos cerca de los restos de la caravana y regresa para ayudar. El grupo eliminó a los caminantes de la quebrada de Humbug Gulch y se reveló que eran los sobrevivientes anteriores que usaron la ubicación antes de que Virginia los masacrara por resistirse a ella. Deciden utilizar a los caminantes para emboscar a los Pioneros, pero se ven obligados a abandonar el plan cuando descubren que Luciana está con ellos. Sabiendo que Virginia está en camino, el grupo disfruta del tiempo que les queda juntos, ya que John y June finalmente se casan.
Cuando llega Virginia, divide el grupo en sus diversas comunidades y consigue que un médico examine a Grace, que se revela embarazada y desnutrida. Una vez que todos se han ido, Virginia ataca a Morgan disparándolo cerca al pecho y lo dejándolo en un aparente estado agonizante. Morgan transmite un mensaje a sus amigos, animándolos a "simplemente vivir" cuando los caminantes se acercan a él.

## Recepción
"End of the Line" recibió malas críticas. Actualmente tiene una calificación del 23% con una puntuación promedio de 4/10 sobre 13 en el agregador de reseñas Rotten Tomatoes. El consenso de los críticos dice: "La paciencia de muchos fanáticos de Fear habrá llegado a 'The End of the Line' en este final mediocre, sumido en una toma de decisiones sin sentido y un suspenso que se siente como un desperdicio de otro personaje fundamental".
Nick Romano, que escribe para Entertainment Weekly denigró el episodio y escribió: "En general se sintió como una pérdida de un episodio ... No es que las actuaciones del elenco sean malas. Es una mala planificación narrativa lo que genera menos confianza en los manejos de FTWD, incluso con la promesa de nunca tener que escuchar otra lección de vida de Morgan." Erik Kain de Forbes también fue negativo sobre el episodio y escribió: "Es una conclusión patética, anticlimática y ridícula de una de las peores temporadas en la historia de Walking Dead. A pesar de algunos momentos brillantes, este fue el tipo de final que debería avergonzar a todos los involucrados en su creación."
Escribiendo para Syfy Wire, Alyse Wax fue una de las pocas personas que se mostró positiva en el episodio y escribió su elogio diciendo: "Este fue un buen episodio y una forma sólida de terminar una temporada inestable. Tenía un poco de todo: una boda. Un bebé. Un montón de zombis. Un suspenso."

### Calificaciones
El episodio fue visto por 1,51 millones de espectadores en los Estados Unidos en su fecha de emisión original, por encima del episodios anterior .